# 上條謙二郎
上條 謙二郎（かみじょう けんじろう、1940年 - ）は、日本の航空宇宙工学者。東北大学名誉教授。紫綬褒章受章。

## 人物・経歴
長野県下伊那郡松川町生まれ。1960年長野県飯田高等学校卒業。1964年名古屋工業大学機械工学科卒業。1969年東京工業大学大学院理工学研究科機械工学専攻博士課程修了、航空宇宙技術研究所研究員。1975年航空宇宙技術研究所角田支所ロケット流体機器研究室長。同年カリフォルニア工科大学客員研究員。1983年東京大学工学部非常勤講師。1992年航空宇宙技術研究所角田支所研究調整官。1993年航空宇宙技術研究所角田宇宙推進技術研究センターロケット推進研究部長。H-IロケットのLE-5やH-IIロケットのLE-7のターボポンプの開発を行い、1996年から東北大学流体科学研究所極限流研究部門極低温流研究分野教授を務めた。1997年日本航空宇宙学会北部支部長。2004年退職。同年東北大学名誉教授。2015年日本工学アカデミー会員。

## 著書
- 『ロケットを飛ばす』（平田邦夫と共著）オーム社 1994年
- 『ロケットターボポンプの研究・開発―35年間の思い出』東北大学出版会 2013年

## 受賞
- 科学技術庁長官賞 1981年[3]
- 日本機械学会賞（技術賞）1987年[3]
- 科学技術庁長官賞 1990年[3]
- 日本機械学会賞（論文賞） 1995年[3]
- 米国潤滑学会Edmond E. Bisson Award 1995年[3]
- 米国自動車学会Arch T. Colwell Merit Award 1996年[3]
- 日本航空宇宙学会賞論文賞 2002年度[7]
- 紫綬褒章 2004年[1]
- 瑞宝中綬章 2014年[1][8]
- 日本機械学会東北支部功労賞 2020年[9]